# Liga Campionilor EHF Feminin 2012-2013
Liga Campionilor EHF Feminin 2012-13 a fost a 20-a ediție a Ligii Campionilor EHF Feminin, competiția celor mai bune cluburi de handbal feminin din Europa, organizată și supervizată de Federația Europeană de Handbal. ŽRK Budućnost Podgorica era deținătoarea titlului la începutul competiției, după ce învinsese în finala sezonului precedent pe Győri Audi ETO KC.
La finalul ediției din 2012-13 a Ligii Campionilor, Győri Audi ETO KC a devenit noua campioană a Europei, după ce a învins în finală, cu scorul general de 47-43, pe Larvik HK.

## Privire de ansamblu

### Format
Față de edițiile precedente, au fost efectuate câteva schimbări în formatul competiției. Primul turneu de calificare a fost eliminat. La fel ca în sezonul precedent, al doilea turneu de calificare a fost jucat într-un format final de patru echipe. A fost organizată și o competiție Wild Card cu trei echipe, iar câștigătoarea, echipa rusă Zvezda Zvenigorod, s-a calificat în faza grupelor. În plus, s-a jucat un meci eliminatoriu între o echipă din Urna 1 a celui de-al doilea turneu de calificare (TC2) și o altă echipă din Urna a 2-a a celui de-al doilea turneu de calificare. Câștigătoarea, vicecampioana maghiară FTC-Rail Cargo Hungaria, s-a calificat și ea pentru faza grupelor.

### Repartizarea echipelor
28 de echipe din 19 federații participă în Liga Campionilor EHF Feminin din acest sezon. Locurile au fost distribuite conform coeficientului EHF, care ia în considerare rezultatele din competițiile europene desfășurate între sezoanele 2008–09 și 2010–11.
| Faza grupelor         | Faza grupelor         | Faza grupelor           | Faza grupelor                       |
| --------------------- | --------------------- | ----------------------- | ----------------------------------- |
| Győri Audi ETO KC     | ŽRK BudućnostDT       | Larvik HK               | CS Oltchim Rm. Vâlcea               |
| Hypo Niederösterreich | Podravka Koprivnica   | Randers HK              | Thüringer HC                        |
| Dinamo Volgograd      | Krim Ljubljana        | IK Sävehof              | Câștigătoarea Turneului Wild Card   |
| Câștigătoarea TC1     | Câștigătoarea TC2     | Câștigătoarea TC3       | Câștigătoarea meciului eliminatoriu |
| Turneul de calificare |                       |                         |                                     |
| Viborg HK             | Buxtehuder SV         | FTC-Rail Cargo Hungaria | ŽRK Metalurg                        |
| MizuWaAi Dalfsen      | Byåsen HE             | Vistal Łączpol Gdynia   | U Jolidon Cluj-Napoca               |
| Rostov-Don            | RK Zaječar            | IUVENTA Michalovce      | Balonmano Bera-Bera                 |
| LC Brühl              | Muratpașa BSK Antalia |                         |                                     |
| Turneul Wild Card     |                       |                         |                                     |
| Issy-Paris Hand       | Zvezda Zvenigorod     | HC Leipzig              |                                     |

DT Deținătoarea titlului

### Rundele și datele tragerilor la sorți
Tragerile la sorți s-au desfășurat în Viena, Austria, și Herzogenaurach, Germania. 
| Faza                | Runda                   | Data tragerii la sorți | Date tur              | Date retur            |
| ------------------- | ----------------------- | ---------------------- | --------------------- | --------------------- |
| Calificări          | Turneul de Calificare 2 | 3 iulie 2012           | 22–23 septembrie 2012 | 22–23 septembrie 2012 |
| Calificări          | Turneul Wild Card       | 3 iulie 2012           | 22–23 septembrie 2012 | 22–23 septembrie 2012 |
| Faza grupelor       | Săptămâna 1             | 6 iulie 2012           | 13–14 octombrie 2012  | 13–14 octombrie 2012  |
| Faza grupelor       | Săptămâna a 2-a         | 6 iulie 2012           | 20–21 octombrie 2012  | 20–21 octombrie 2012  |
| Faza grupelor       | Săptămâna a 3-a         | 6 iulie 2012           | 27–28 octombrie 2012  | 27–28 octombrie 2012  |
| Faza grupelor       | Săptămâna a 4-a         | 6 iulie 2012           | 3–4 noiembrie 2012    | 3–4 noiembrie 2012    |
| Faza grupelor       | Săptămâna a 5-a         | 6 iulie 2012           | 10–11 noiembrie 2012  | 10–11 noiembrie 2012  |
| Faza grupelor       | Săptămâna a 6-a         | 6 iulie 2012           | 17–18 noiembrie 2012  | 17–18 noiembrie 2012  |
| Grupele Principale  | Săptămâna 1             | 20 noiembrie 2012      | 2–3 februarie 2013    | 2–3 februarie 2013    |
| Grupele Principale  | Săptămâna a 2-a         | 20 noiembrie 2012      | 9–10 februarie 2013   | 9–10 februarie 2013   |
| Grupele Principale  | Săptămâna a 3-a         | 20 noiembrie 2012      | 16–17 februarie 2013  | 16–17 februarie 2013  |
| Grupele Principale  | Săptămâna a 4-a         | 20 noiembrie 2012      | 2–3 martie 2013       | 2–3 martie 2013       |
| Grupele Principale  | Săptămâna a 5-a         | 20 noiembrie 2012      | 9–10 martie 2013      | 9–10 martie 2013      |
| Grupele Principale  | Săptămâna a 6-a         | 20 noiembrie 2012      | 16–17 martie 2013     | 16–17 martie 2013     |
| Fazele eliminatorii | Semifinale              | —                      | 6–7 aprilie 2013      | 13–14 aprilie 2013    |
| Fazele eliminatorii | Finale                  | 16 aprilie 2013        | 4–5 mai 2013          | 11–12 mai 2013        |

## Etapa calificărilor

### Turneele de calificare
Un total de 14 echipe a luat parte la turneele de calificare. Cluburile au fost trase la sorți în trei grupe de câte patru și au jucat semifinale și finale. Tragerea la sorți a avut loc pe 3 iulie 2012, la ora locală 11:00 (12:00 EET), la Viena, Austria. Câștigătoarele grupelor de calificare au avansat în faza grupelor Ligii, în timp ce cluburile eliminate vor continua în Cupa EHF. Meciurile s-au jucat pe 8–9 septembrie 2011.

### Distribuție
Cele două echipe rămase din Urnele 1 și a 4-a au jucat un meci eliminatoriu, iar câștigătoarea a avansat în faza grupelor. Tragerea la sorți s-a ținut pe 3 iulie 2012.
| Urna 1                                                            | Urna a 2-a                                   | Urna a 3-a                                        | Urna a 4-a                                                     |
| ----------------------------------------------------------------- | -------------------------------------------- | ------------------------------------------------- | -------------------------------------------------------------- |
| Byåsen HE FTC-Rail Cargo Hungaria U Jolidon Cluj-Napoca Viborg HK | Balonmano Bera-Bera Rostov-Don Buxtehuder SV | Vistal Łączpol Gdynia MizuWaAi Dalfsen RK Zaječar | ŽRK Metalurg Muratpașa BSK Antalya IUVENTA Michalovce LC Brühl |

### Turneul de calificare 1
Organizatorul evenimentului a fost clubul Viborg HK.
|  | Semifinale            | Semifinale            |    |                    | Finala              | Finala |  |
|  |                       |                       |    |                    |                     |        |  |
|  | 22 septembrie 2012    |                       |    |                    |                     |        |  |
|  | Viborg HK             | 30                    |    |                    |                     |        |  |
|  | LC Brühl              | 14                    |    |                    |                     |        |  |
|  |                       |                       |    |                    |                     |        |  |
|  |                       |                       |    |                    | 23 septembrie 2012  |        |  |
|  |                       |                       |    |                    | Viborg HK           | 26     |  |
|  |                       | Vistal Łączpol Gdynia | 22 |                    |                     |        |  |
|  |                       |                       |    |                    |                     |        |  |
|  |                       |                       |    |                    |                     |        |  |
|  |                       |                       |    |                    | Finala mică         |        |  |
|  | 22 septembrie 2012    | 22 septembrie 2012    |    | 23 septembrie 2012 | 23 septembrie 2012  |        |  |
|  | Balonmano Bera-Bera   | 22                    |    | LC Brühl           | 23                  |        |  |
|  | Vistal Łączpol Gdynia | 31                    |    |                    | Balonmano Bera-Bera | 33     |  |

### Turneul de calificare 2
Organizatorul evenimentului a fost clubul Byåsen HE.
|  | Semifinale         | Semifinale         |    |                    | Finala             | Finala |  |
|  |                    |                    |    |                    |                    |        |  |
|  | 22 septembrie 2012 |                    |    |                    |                    |        |  |
|  | Byåsen HE          | 29                 |    |                    |                    |        |  |
|  | ŽRK Metalurg       | 19                 |    |                    |                    |        |  |
|  |                    |                    |    |                    |                    |        |  |
|  |                    |                    |    |                    | 23 septembrie 2012 |        |  |
|  |                    |                    |    |                    | Byåsen HE          | 22     |  |
|  |                    | Buxtehuder SV      | 26 |                    |                    |        |  |
|  |                    |                    |    |                    |                    |        |  |
|  |                    |                    |    |                    |                    |        |  |
|  |                    |                    |    |                    | Finala mică        |        |  |
|  | 22 septembrie 2012 | 22 septembrie 2012 |    | 23 septembrie 2012 | 23 septembrie 2012 |        |  |
|  | Buxtehuder SV      | 34                 |    | ŽRK Metalurg       | 34                 |        |  |
|  | MizuWaAi Dalfsen   | 31                 |    |                    | MizuWaAi Dalfsen   | 26     |  |

### Turneul de calificare 3
Organizatorul evenimentului a fost clubul U Jolidon Cluj-Napoca.
|  | Semifinale         | Semifinale         |    |                    | Finala             | Finala |  |
|  |                    |                    |    |                    |                    |        |  |
|  | 22 septembrie 2012 |                    |    |                    |                    |        |  |
|  | U Jolidon Cluj     | 34                 |    |                    |                    |        |  |
|  | BSK Antalya        | 26                 |    |                    |                    |        |  |
|  |                    |                    |    |                    |                    |        |  |
|  |                    |                    |    |                    | 23 septembrie 2012 |        |  |
|  |                    |                    |    |                    | U Jolidon Cluj     | 23     |  |
|  |                    | Rostov-Don         | 22 |                    |                    |        |  |
|  |                    |                    |    |                    |                    |        |  |
|  |                    |                    |    |                    |                    |        |  |
|  |                    |                    |    |                    | Finala mică        |        |  |
|  | 22 septembrie 2012 | 22 septembrie 2012 |    | 23 septembrie 2012 | 23 septembrie 2012 |        |  |
|  | Rostov-Don         | 29                 |    | BSK Antalya        | 27                 |        |  |
|  | RK Zaječar         | 28                 |    |                    | RK Zaječar         | 35     |  |

### Meciurile de baraj
IUVENTA Michalovce și FTC-Rail Cargo Hungaria au jucat într-un meci de baraj menit să determine un alt participant pentru faza grupelor.
| 19 septembrie 2012 18:00 | IUVENTA Michalovce | 26 - 40 | FTC-Rail Cargo | Chemkostav Arena, Michalovce Asistență: 1.800 Arbitri: Marić, Mašić |
| 19 septembrie 2012 18:00 | Tobiášová 6        | (10-15) | Pena, Tomori 6 | Chemkostav Arena, Michalovce Asistență: 1.800 Arbitri: Marić, Mašić |
| 19 septembrie 2012 18:00 | 4× 2×              | Raport  | 1× 3×          | Chemkostav Arena, Michalovce Asistență: 1.800 Arbitri: Marić, Mašić |

| 22 septembrie 2012 18:00 | FTC-Rail Cargo | 31 – 22 | IUVENTA Michalovce | Főtáv FTC Kézilabda Aréna, Budapesta Asistență: 1,000 Arbitri: Delle, Engberg |
| 22 septembrie 2012 18:00 | Pena 6         | (16-8)  | Wollingerová 5     | Főtáv FTC Kézilabda Aréna, Budapesta Asistență: 1,000 Arbitri: Delle, Engberg |
| 22 septembrie 2012 18:00 | 3×             | Raport  | 1× 3×              | Főtáv FTC Kézilabda Aréna, Budapesta Asistență: 1,000 Arbitri: Delle, Engberg |

FTC-Rail Cargo Hungaria a învins cu scorul general de 71–48.

### Turneul Wild Card
Organizatorul evenimentului a fost clubul Issy-Paris Hand.
| Echipa            | M | V | E | Î | GM | GP | G   | Pct |
| ----------------- | - | - | - | - | -- | -- | --- | --- |
| Zvezda Zvenigorod | 2 | 2 | 0 | 0 | 52 | 41 | +11 | 4   |
| HC Leipzig        | 2 | 1 | 0 | 1 | 42 | 42 | 0   | 2   |
| Issy-Paris Hand   | 2 | 0 | 0 | 2 | 36 | 47 | −11 | 0   |

## Faza grupelor
Tragerea la sorți a meciurilor grupelor s-a efectuat pe 6 iulie 2012, la Gartenhotel Altmannsdorf din Viena. Un total de 16 echipe au fost implicate în acest proces, fiind împărțite în patru urne valorice de câte patru. Împărțirea echipelor în cele patru urne s-a făcut pe baza coeficienților EHF. Nu s-a permis extragerea în aceeași grupă a cluburilor făcând parte din aceeași urnă valorică sau din aceeași ligă de handbal, cu excepția câștigătorului Turneului Wild Card, care nu a beneficiat de  nicio protecție.

### Urne valorice
| Urna 1                                                                    | Urna a 2-a                                              | Urna a 3-a                                                             | Urna a 4-a                                                            |
| ------------------------------------------------------------------------- | ------------------------------------------------------- | ---------------------------------------------------------------------- | --------------------------------------------------------------------- |
| Győri Audi ETO KC ŽRK Budućnost Podgorica Larvik HK CS Oltchim Rm. Vâlcea | Randers HK Thüringer HC Dinamo Volgograd Krim Ljubljana | Hypo Niederösterreich Podravka Koprivnica IK Sävehof Zvezda Zvenigorod | Viborg HK Buxtehuder SV U Jolidon Cluj-Napoca FTC-Rail Cargo Hungaria |

### Grupa A
| Echipa                | M | V | E | Î | GM  | GP  | G   | Pct |
| --------------------- | - | - | - | - | --- | --- | --- | --- |
| CS Oltchim Rm. Vâlcea | 6 | 6 | 0 | 0 | 170 | 129 | +41 | 12  |
| Randers HK            | 6 | 3 | 0 | 3 | 166 | 156 | +10 | 6   |
| Hypo Niederösterreich | 6 | 3 | 0 | 3 | 156 | 153 | +3  | 6   |
| Buxtehuder SV         | 6 | 0 | 0 | 6 | 134 | 188 | −54 | 0   |

|                  | BSV   | HYP   | RHK   | ORV   |
| ---------------- | ----- | ----- | ----- | ----- |
| Buxtehude        | –     | 20-28 | 27-33 | 15–34 |
| Niederösterreich | 27-24 | –     | 32–25 | 24-25 |
| Randers          | 36–26 | 29-20 | –     | 20–24 |
| Vâlcea           | 30-22 | 30–25 | 27-23 | –     |

### Grupa B
| Echipa              | M | V | E | Î | GM  | GP  | G   | Pct |
| ------------------- | - | - | - | - | --- | --- | --- | --- |
| Győri Audi ETO KC   | 6 | 6 | 0 | 0 | 180 | 134 | +46 | 12  |
| Krim Ljubljana      | 6 | 3 | 0 | 3 | 151 | 157 | −6  | 6   |
| Podravka Koprivnica | 6 | 3 | 0 | 3 | 136 | 143 | −7  | 6   |
| Universitatea Cluj  | 6 | 0 | 0 | 6 | 141 | 174 | −33 | 0   |

|             | UJC   | GKC   | KOP   | RKK   |
| ----------- | ----- | ----- | ----- | ----- |
| Cluj-Napoca | –     | 25–30 | 19–20 | 23-31 |
| Győr        | 37-26 | –     | 24–19 | 29-22 |
| Koprivnica  | 28-21 | 22-29 | –     | 25–22 |
| Krim        | 28–27 | 20-31 | 28-22 | –     |

### Grupa C
| Echipa           | M | V | E | Î | GM  | GP  | G   | Pct |
| ---------------- | - | - | - | - | --- | --- | --- | --- |
| Larvik HK        | 6 | 5 | 0 | 1 | 197 | 156 | +41 | 10  |
| Ferencváros      | 6 | 5 | 0 | 1 | 183 | 163 | +20 | 10  |
| Dinamo Volgograd | 6 | 1 | 0 | 5 | 157 | 200 | −43 | 2   |
| IK Sävehof       | 6 | 1 | 0 | 5 | 174 | 192 | −18 | 2   |

|             | FTC   | LHK   | IKS   | VOL   |
| ----------- | ----- | ----- | ----- | ----- |
| Ferencváros | –     | 28–24 | 31–28 | 30-28 |
| Larvik      | 30-23 | –     | 39–31 | 40-25 |
| Sävehof     | 32-34 | 25-29 | –     | 28–34 |
| Volgograd   | 21–37 | 24–35 | 30-28 | –     |

### Grupa D
| Echipa              | M | V | E | Î | GM  | GP  | G   | Pct |
| ------------------- | - | - | - | - | --- | --- | --- | --- |
| Zvezda Zvenigorod   | 6 | 5 | 0 | 1 | 154 | 142 | +12 | 10  |
| Budućnost Podgorica | 6 | 4 | 0 | 2 | 149 | 134 | +15 | 8   |
| Thüringer HC        | 6 | 3 | 0 | 3 | 146 | 153 | −7  | 6   |
| Viborg HK           | 6 | 0 | 0 | 6 | 143 | 163 | −20 | 0   |

|            | ZRK   | THC   | VHK   | ZVE   |
| ---------- | ----- | ----- | ----- | ----- |
| Budućnost  | –     | 23-15 | 26-23 | 29–21 |
| Thüringen  | 24–20 | –     | 34–30 | 20-23 |
| Viborg     | 20–26 | 26-29 | –     | 27–28 |
| Zvenigorod | 31-25 | 31–24 | 20-17 | –     |

## Grupele principale
Tragerea la sorți a meciurilor grupelor principale s-a efectuat pe 20 noiembrie 2012, la Gartenhotel Altmannsdorf din Viena. Un total de 8 echipe au fost implicate în acest proces, fiind împărțite în două urne valorice de câte patru. Împărțirea echipelor în cele două urne s-a făcut pe baza rezultatelor din faza grupelor EHF. Nu s-a permis extragerea în aceeași grupă a cluburilor făcând parte din aceeași urnă valorică și care au jucat anterior în aceeași grupă.

### Distribuție
| Urna 1                                                                  | Urna a 2-a                                                                   |
| ----------------------------------------------------------------------- | ---------------------------------------------------------------------------- |
| CS Oltchim Râmnicu Vâlcea Győri Audi ETO KC Larvik HK Zvezda Zvenigorod | Randers HK RK Krim Ljubljana FTC-Rail Cargo Hungaria ŽRK Budućnost Podgorica |

### Grupa 1
| Echipa              | M | V | E | Î | GM  | GP  | G   | Pct |
| ------------------- | - | - | - | - | --- | --- | --- | --- |
| Győri Audi ETO KC   | 6 | 6 | 0 | 0 | 160 | 122 | +38 | 12  |
| Larvik HK           | 6 | 4 | 0 | 2 | 146 | 133 | +13 | 8   |
| Budućnost Podgorica | 6 | 1 | 1 | 4 | 116 | 139 | −23 | 3   |
| Randers HK          | 6 | 0 | 1 | 5 | 129 | 157 | −28 | 1   |

|           | ŽRK   | GKC   | LHK   | RHK   |
| --------- | ----- | ----- | ----- | ----- |
| Budućnost | –     | 21-22 | 18-20 | 24-22 |
| Győr      | 27-17 | –     | 30-24 | 32-24 |
| Larvik    | 28-16 | 18-24 | –     | 25-19 |
| Randers   | 20-20 | 18-25 | 26-31 | –     |

### Grupa a 2-a
| Echipa                | M | V | E | Î | GM  | GP  | G   | Pct |
| --------------------- | - | - | - | - | --- | --- | --- | --- |
| RK Krim Ljubljana     | 6 | 4 | 0 | 2 | 161 | 149 | +12 | 8   |
| CS Oltchim Rm. Vâlcea | 6 | 4 | 0 | 2 | 154 | 142 | +12 | 8   |
| Ferencváros           | 6 | 3 | 0 | 3 | 163 | 173 | −10 | 6   |
| Zvezda Zvenigorod     | 6 | 1 | 0 | 5 | 159 | 173 | −14 | 2   |

|             | FTC   | RKK   | ORV   | ZVE   |
| ----------- | ----- | ----- | ----- | ----- |
| Ferencváros | –     | 30-26 | 23-30 | 35-34 |
| Krim        | 31-25 | –     | 28-24 | 27-23 |
| Oltchim     | 22-23 | 23-20 | –     | 29-25 |
| Zvenigorod  | 30-27 | 24-29 | 23-26 | –     |

## Fazele eliminatorii

### Semifinalele
| Echipa #1                 | Total | Echipa #2         | Tur   | Retur |
| ------------------------- | ----- | ----------------- | ----- | ----- |
| CS Oltchim Râmnicu Vâlcea | 47–48 | Győri Audi ETO KC | 22-24 | 25-24 |
| RK Krim Ljubljana         | 49–43 | Larvik HK         | 22–24 | 19-27 |

### Finala
| Echipa #1 | Total | Echipa #2         | Tur   | Retur |
| --------- | ----- | ----------------- | ----- | ----- |
| Larvik HK | 43–47 | Győri Audi ETO KC | 21-24 | 23-22 |

## Top marcatoare
Actualizat pe 11 mai 2013
| Poz. | Nume                                | Echipă    | Goluri |
| ---- | ----------------------------------- | --------- | ------ |
| 1    | Zsuzsanna Tomori (HUN)              | FTC       | 95     |
| 2    | Katarina Bulatović (MNE)            | Oltchim   | 90     |
| 3    | Milena Knežević (MNE)               | Budućnost | 86     |
| 4    | Anita Görbicz (HUN)                 | Győr      | 79     |
| 4    | Linn-Kristin Riegelhuth Koren (NOR) | Larvik    | 79     |
| 6    | Gro Hammerseng (NOR)                | Larvik    | 71     |
| 7    | Heidi Løke (NOR)                    | Győr      | 67     |
| 7    | Liudmila Postnova (RUS)             | Zvezda    | 67     |
| 9    | Camilla Dalby (DEN)                 | Randers   | 66     |
| 10   | Zita Szucsánszki (HUN)              | FTC       | 65     |